# 门措上师
门措上师（1967年1月12日—），又称至尊空行母门措上师，四川省甘孜藏族自治州色达县人，“法王如意宝”晋美彭措的外甥女，被信徒认为是宁玛派卫藏敏珠林寺门觉华珍仁波切的转世，益西措嘉空行母的化身。

## 生平
藏历十六胜生火马年十二月初二（公历1967年1月12日），门措在色达县洛若乡一个叫琼效的地方出生，被其舅舅、喇荣五明佛学院创建者晋美彭措赐名为“门措”。17岁出家，在法师赞珠扎巴处受沙弥尼戒，后在喇荣五明佛学院获得了堪母学位。1999年，门措被迎往宁玛派卫藏三大祖寺之一的敏珠林寺，以门觉华珍转世的身份坐床，被认为是益西措嘉空行母的化身。后经晋美彭措认可，为色达喇荣五明佛学院全体僧众及善男信女传授各种灌顶，成为学院公认的金刚上师。
2004年，晋美彭措圆寂，门措上师成为喇荣五明佛学院的第二任院长、喇荣寺管会主任。同年，门措上师的母亲、哥哥相继去世，门措上师因此而长期闭关不出，每年学院从十位高僧（堪布、活佛等）中轮番选出两人负责管理。